# Лин Минмеј
Лин Минмеј (Lynn Minmay, или Linn Minmei; јапански: リン・ミンメイ Rin Minmei, кинески: 鈴明美/林明美) је измишљени лик из серијала Роботек, Супердимензионална тврђава Макрос и филма Супердимензионална тврђава Макрос: Да ли се сећаш љубави?. Такође се појављује и у музичкој видео колекцији Супердимензионална тврђава Макрос: Флешбек 2012. Минмеј је оличење музике која игра кључну улогу у Макросу; као таква постала је икона тог серијала.
У Макросу (Роботеку), Минмеј је девојка у коју је заљубљен главни јунак, Рик Хантер и која постаје музичка и филмска звезда на свемирском броду SDF-1. Њене песме, које изазивају конфузију у редовима Зентраеда играју кључну улогу у првом Роботек рату.
У оригиналном јапанском серијалу глас јој позајмљује Мари Иџима (која је такође и написала неке од песама које Минмеј пева у серији) и која је постала популарна поп певачица након огромног успеха серије. У Роботеку, глас јој даје Реба Вест (Reba West).
Превод кинеских знакова у Лин Минмејином имену гласи „ведро и прелепо звоно“. Преводиоци за кинеско говорно подручје променили су знак 鈴 ("звоно") у знак сличног изговора 林 ("луг").

## Лични подаци
- Старост: 15 година
- Боја косе: модра
- Боја очију: зелена
- Висина: 158
- Тежина: 47
- Крвна група: О
- Статус: конобарица, поп дива, филмска звезда

## Прича
Рођена је 10. октобра 1993. године у Јапану (Јокохама) где проводи рано детињство. Касније се са ујаком и ујном сели на острво Макрос у јужном Пацифику у нади да ће успети да испуни свој сан и постане звезда. Првог дана инвазије Зентреда упознаје Рика који јој спасава живот. Са њим и остатком преживелих становника острва налази уточиште на супердимензионалној тврђави SDF-1. У почетку ради као конобарица у кинеском ресторану који држе њени ујак и ујна. Након што победи на избору за мис Макроса, преко ноћи постаје звезда. Када се SDF-1 вратио на Земљу она је била једини цивил коме је дозвољено да напусти брод. После посете својим родитељима који су остали у породичној кући у Јапану, Минмеј се враћа на брод. Са собом доводи и свог рођака Лин Каифуна, који постаје њен менаџер и Риков такмац за њену наклоност. На крају, Минмеј пева песму помоћу које су људи победили Зентраеде у првом Роботек рату.
Током друге половине серијала, слава и успех за којима је толико чезнула учинили су да се осећа уморно и усамљено. Због тога покушава да побегне од свог статуса звезде и поново постане блиска са Риком кога је у међувремену запоставила. С друге стране Рик је збуњен јер су у њему измешана осећања која гаји према Минмеј и Лиси Хејс. На крају, и једно и друго схватају да су у основи веома различити и да као пар немају будућност. Ипак, неколико година касније, у Роботек II: Чувари двери серијалу, Минмеј на Риковом и Лисином венчању схвата да не може да прежали своју стару љубав.
Године 2012, укрцава се на свемирски брод SDF-2 Megaroad-01 који нестаје у свемиру и тиме постаје легенда у Макрос универзуму.